# الآخرون
الآخرون (بالإنجليزية: The Others)‏ فيلم رعب نفسي للمخرج الإسباني-تشيلي أليخاندرو آمينابار وبطولة نيكول كيدمان. الفيلم مستوحى جزئيا من الرواية The Turn of the Screw.
الفيلم فاز بثمان جوائز غويا تتضمن جوائز أفضل فيلم وأفضل مخرج. وهو أول فيلم باللغة الإنجليزية يفوز بجائزة أفضل فيلم في جوائز غويا (جوائز دزليية إسبانية) بدون أن يحتوي على كلمة واحدة باللغة الإسبانية. الآخرون حصل على جائزة زحل لأفضل فيلم. وافزت كيدمان بالغولدن غلوب وترشحت للBAFTA.

## الأحداث
تدور أحداث الفيلم في جزر القنال الإنجليزية في جيرزي، في أعقاب الحرب العالمية الثانية. غريس ستيوارت (نيكول كيدمان) هي أم كاثوليكية تعيش مع طفليها في منزل ريفي ناءٍ. الأطفال، آن (الكيانا مان) ونيكولاس (جيمس بنتيلي)، مصابين بمرض نادر «حساسية للضوء»، لهذا يتم تنظيم حياتهم حول سلسلة من القواعد المعقدة المصممة لحمايتهم من التعرض لأشعة الشمس.
وصول ثلاث خدم للمنزل -مربية أطفال وخادمة كبيرة في السن اسمها بيرثا ميلز (فينولا فلانغن)، وبستاني كهل اسمه تاتل (اريك سايكس)، وفتاة شابة بكماء اسمها ليديا (إلين كاسيدي)- يتزامن مع عدد من الأحداث الغريبة، وغريس تبدأ تخاف من أنهم ليسوا وحدهم. آن رسمت صورة لأربع أشخاص: رجل وامرأة وصبي يدعى فيكتور وامرأة عجوزة، وتقول أنها رأتهم جميعاُ في المنزل. عزف بيانو يُسمع من غرفة مقفلة مع أنه لا يوجد أي أحد بالداخل. غريس تجد وتفحص «كتاب موتى» يعرض «صور بعد الموت» مٌلتقطة في القرن التاسع عشر لجثث أشخاص متوفين. كل مرة تدخل أو تخرج غريس من الغرفة، يُغلق الباب بنفسه، وعندما كانت تحاول معرفة السبب أُغلق الباب بقوه في وجهها وسقطت على الأرض. غريس حاولت اصطياد «الدخلاء» ببندقية لكن لم تستطع العثور عليهم. عاقبت ابنتها لتصديقها بوجود الأشباح، حتى سمعتهم بنفسها. أخيراً تقتنع بوجود شيء شيطاني في المنزل، ثم ركضت في الضباب لتحضر القس ليبارك المنزل. في الوقت نفسه، الخدم بقيادة ميلز يتحدثون عن شيء خاص بهم ثم يدفن البستاني شاهد قبر تحت أوراق الخريف. ميلز تستمع بصدق إلى ادعاءات آن ضد والدتها.
في الغابة، تضيع غريس بسبب الضباب، لكنها بأعجوبة تجد زوجها تشارلز (كريستوفر إكلستون)، الذي كانت تظن أنه قتل في الحرب، وتحضره للمنزل. تشارلز كان منعزل خلال اليوم الذي قضاه في المنزل، وتقول ميلز لتاتل «لا أعتقد أنه يعرف أين هو». بعد ذلك ترى غريس المرأة العجوز التي في رسومات آن في ملابس ابنتها، غريس قالت «أنتي لستي ابنتي» وتهاجمها ثم تكتشف أنها تهاجم ابنتها بدلاً من المرأة العجوز. بعد هذا الحادث رفضت آن أن تكون بالقرب من والدتها، بينما غريس تقسم أنها رأت المرأة العجوز. ميلز تقول لـآن أنها أيضاً رأت الأشخاص، لكنها لا تستطيع إخبار غريس لأن غريس لن تتقبل ما ليست مستعده له. يذهل تشارلز عندما تخبره آن بالأشياء التي فعلتها أمها لها. ثم يقول تشارلز أن عليه الرحيل مجدداً. بعد رحيل تشارلز، تواصل آن رؤية أشياء غريبة، مثل عائلة فيكتور كاملة مع امرأة عجوز. غريس تفقد أعصابها بسبب ما قالته ميلز «أحياناً عالم الأموات يختلط بعالم الأحياء».

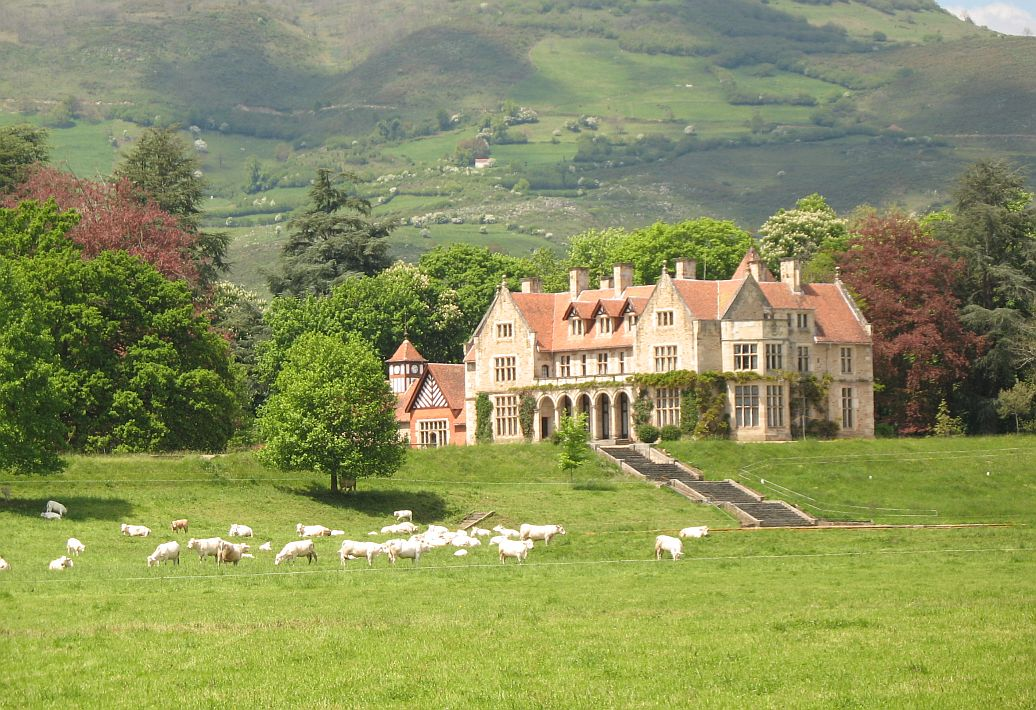
لوس هورنيلوس في أريناس دي أغوينيا، كانتابريا (إسبانيا). مكان تصوير المظهر الخارجي للمنزل

صباحاً، غريس تستيقظ على صرخات الأطفال وجميع ستائر البيت قد اختفت. عندما رفض الخدم المساعدة في البحث عنهم، أدركت غريس أنهم متورطون في الأمر. بعد أن غطت الأطفال عن الضوء، طردت الخدم من المنزل.
في الليل، آن ونيكولاس يهربون من المنزل للبحث عن والدهم، ثم عثروا على القبور المخفية. ويكتشفون أن القبور تعود للخدم. في نفس الوقت ذهبت غريس إلى غرفة الخدم ووجدت صورة من كتاب الموتى وتذعر لرؤية أن الصورة للخدم الثلاثة. يظهر الخدم وهم يطاردون الأطفال الذين عادوا للمنزل ثم خرجت غريس لإيقاف الخدم بالبندقية. ثم قالوا لها أنهم ماتوا بسبب السل قبل أكثر من 50 سنة. الأطفال يركضون للأعلى ويختبئون لكن تعثر عليهم امرأة عجوز. في الأسفل، يستمر الخدم في الكلام مع غريس ويخبرونها بأن الأحياء والأموات تعلموا العيش مع بعضهم. في الأعلى آن ونيكولاس يكتشون أن المرأة العجوز هي وسيط روحي في جلسة استحضار الأرواح مع أبوي فيكتور. بعدها يكتشفون الحقيقة وهي أن الأشباح هم آن ونيكولاس وأمهم التي قتلتهم في حلة ذهان قبل أن تقدم على الانتحار. غريس فقدت أعصابها وهاجمت الزوار. وتتقاطع المشاهد من نظر غريس والأسرة.
اتضحت الحقيقة أخيراً لغريس والمشاهدين، جلست على الأرض مع الأطفال وتذكرت ما حدث قبل وصول خدمهم الجدد. حزينة على فقدانها لزوجها ومحبطة من العيش في العزلة، فقدت عقلها، وخنقت طفليها بالوسادة وأطلقت النار على نفسها. عندما استيقظت ظنت أن الرب منح عائلتها معجزة. أدركت غريس والأولاد أن تشارلز ميت أيضاً، لكنه غير مدرك لذلك. ظهرت ميلز وقالت لغريس أنهم سيعتادون على الوضع، وأنهم أحياناً لن يشعروا بوجود الأحياء الذين يسكنون في منزلهم. وقالت أيضاً أنه بما أن الأطفال ليسوا في أجسامهم البشرية إذاً ليست لديهم حساسية للضوء، بعدها يستمتع الأطفال لأول مرة بضوء الشمس القادم من خلال النافدة. وتنظر غريس والأولاد من خلال النافذة إلى عائلة فيكتور وهي تغادر.

## طاقم التمثيل
- نيكول كيدمان في دور غريس ستيوارت
- ألاكينا مان في دور آن
- جيمس بنتلي في دور نيكولاس
- فيونولا فلانجان في دور بيرثا ميلز
- إريك سايكس في دور تاتل
- إلين كاسيدي في دور ليديا
- كريستوفر إليكستون في دور تشارلز ستيوارت

## شباك التذاكر
الفيلم صدر بتاريخ 10 أغسطس 2001 في 1,678 قاعة السينما في الولايات المتحدة وكندا وحقق إيرادات تساوي 14 مليون دولار في الإسبوع الأول، وحل في المركز الرابع في شباك التذاكر. ظل في المركز الرابع لثلاث أسابيع أخرى مع توسيع عدد قاعات السيما. خلال نهاية إسبوع 21-23 سبتمبر أصبح في المركز الثاني حقق إيرادات تساوي 5 ملايين دولار في 2,801 قاعة سينما. الفيلم كلف 17 مليون دولار لإنتاجه حقق أرباح تساوي 96.5 مليون دولار في الولايات المتحدة وكندا، و113.4 مليون دولار في الدول الأخرى، بمجموع عالمي يساوي 209.9 مليون دولار.

## الجوائز
- جوائز BAFTA
  - أفضل ممثلة - (نيكول كيدمان)
- جوائز Goya
  - أفضل تصوير سينمائي - (Javier Aguirresarobe)
  - أفضل مخرج - (أليخاندرو آمينابار)
  - أفضل تركيب - (Nacho Ruiz Capillas)
  - أفضل فيلم
  - أفضل تصميم إنتاجي
  - أفضل إشراف إنتاجي
  - أفضل سيناريو - (أليخاندرو آمينابار)
  - أفضل صوت
- جوائز Kansas City Film Critics
  - أفضل ممثلة - (نيكول كيدمان)
  - جوائز Online Film Critics
  - أفضل ممثلة - (نيكول كيدمان)
  - أفضل سيناريو - (أليخاندرو آمينابار)
- جوائز الغولدن غلوب
  - أفضل ممثلة درامية - (نيكول كيدمان)
- جوائز زحل
  - أفضل ممثلة - (نيكول كيدمان)
  - أفضل فيلم رعب

## وصلات خارجية
- الآخرون على موقع IMDb (الإنجليزية)
- الآخرون على موقع ميتاكريتيك (الإنجليزية)
- الآخرون على موقع روتن توميتوز (الإنجليزية)
- الآخرون على موقع نتفليكس (الإنجليزية)
- الآخرون على موقع قاعدة بيانات الأفلام العربية
- الآخرون على موقع ألو سيني (الفرنسية)
- الآخرون على موقع Turner Classic Movies (الإنجليزية)
- الآخرون على موقع أول موفي (الإنجليزية)
- الآخرون على موقع بوكس أوفيس موجو (الإنجليزية)
- الآخرون على موقع فيلمافينيتي (الإسبانية)